# Bima (langue)
Pour les articles homonymes, voir Bima (homonymie).
Le bima (ou bimanais) est une langue austronésienne parlée en Indonésie, dans  l'Est de l'île  de Sumbawa par 500 000 personnes. La langue appartient à la branche malayo-polynésienne des langues austronésiennes.

## Classification
Le bima est classé traditionnellement dans un sous-groupe bima-sumba, créé par J. S. Esser, un employé de l'administration coloniale néerlandaise, au début du XXe siècle. Le linguiste Robert Blust conteste l'existence de ce sous-groupe, sur la base d'une comparaison lexicale et phonétique des langues.
Les langues bima-sumba sont un des sous-groupes du malayo-polynésien central.

## Phonologie

### Voyelles
|         | Antérieure | Centrale | Postérieure |
| ------- | ---------- | -------- | ----------- |
| Fermée  | i [i]      |          | u [u]       |
| Moyenne | e [e]      |          | o [o]       |
| Ouverte |            | a [a]    |             |

- Allophones :
  - [a] varie librement avec son allophone [ə]: kaʔudu ~ kəʔudu, empiler.

### Consonnes
|              |              | Bilabiales | Dentales | Alvéol. | Dorsales | Dorsales | Glottales |
| ------------ | ------------ | ---------- | -------- | ------- | -------- | -------- | --------- |
| Palatales    | Vélaires     | Bilabiales | Dentales | Alvéol. |          |          | Glottales |
| Occlusives   | Sourde       | p [p]      | t [t]    |         |          | k [k]    | ʔ [ʔ]     |
| Occlusives   | Sonore       | b [b]      |          | d [d]   |          | g [g]    |           |
| Occlusives   | Éjectives    | ɓ [ɓ]      |          | ɗ [ɗ]   |          |          |           |
| Fricative    | Fricative    | f [f]      | s [s]    |         |          |          | h [h]     |
| Affriquée    | Sourde       |            |          |         | c [t͡ʃ]   |          |           |
| Affriquée    | Sonore       |            |          |         | j [d͡ʒ]   |          |           |
| Nasale       | Nasale       | m [m]      |          | n [n]   |          | ŋ [ŋ]    |           |
| liquide      | liquide      |            | r [r]    | l [l]   |          |          |           |
| Semi-voyelle | Semi-voyelle | w [w]      |          |         |          |          |           |

- Les occlusives sonores:
  - [b] et [g] se trouvent essentiellement dans des emprunts, notamment à l'indonésien: gamba, image (de l'indonésien gambar), bara vent fort (de angin barat, mousson d'Ouest).
- Le cas des consonnes prénasales:
  - Elles existent mais en alternance, dans des processus morphologiques, avec les occlusives et les affriquées :
    - saŋa, fourche d'arbre et ncaŋa, bifurquer ; raʔa, sang et ndaʔa, saigner ; haju kaʔa, feu de bois et ŋgaʔa, brûler.

## Sources
- (en) Blust, Robert, Is there a Bima-Sumba Subgroup?, Oceanic Linguistics, 47:1, pp. 45-113, 2008.